# إرفينغ غارسيا (لاعب كرة قدم)
إرفينغ غارسيا (بالإسبانية: Irving Jassiel García)‏ هو لاعب كرة قدم مكسيكي، ولد في 14 مارس 1991. لعب مع Murciélagos F.C. ‏.